# 莫雷洛斯港礁國家公園
20°54′16″N 86°49′30″W / 20.90444°N 86.82500°W

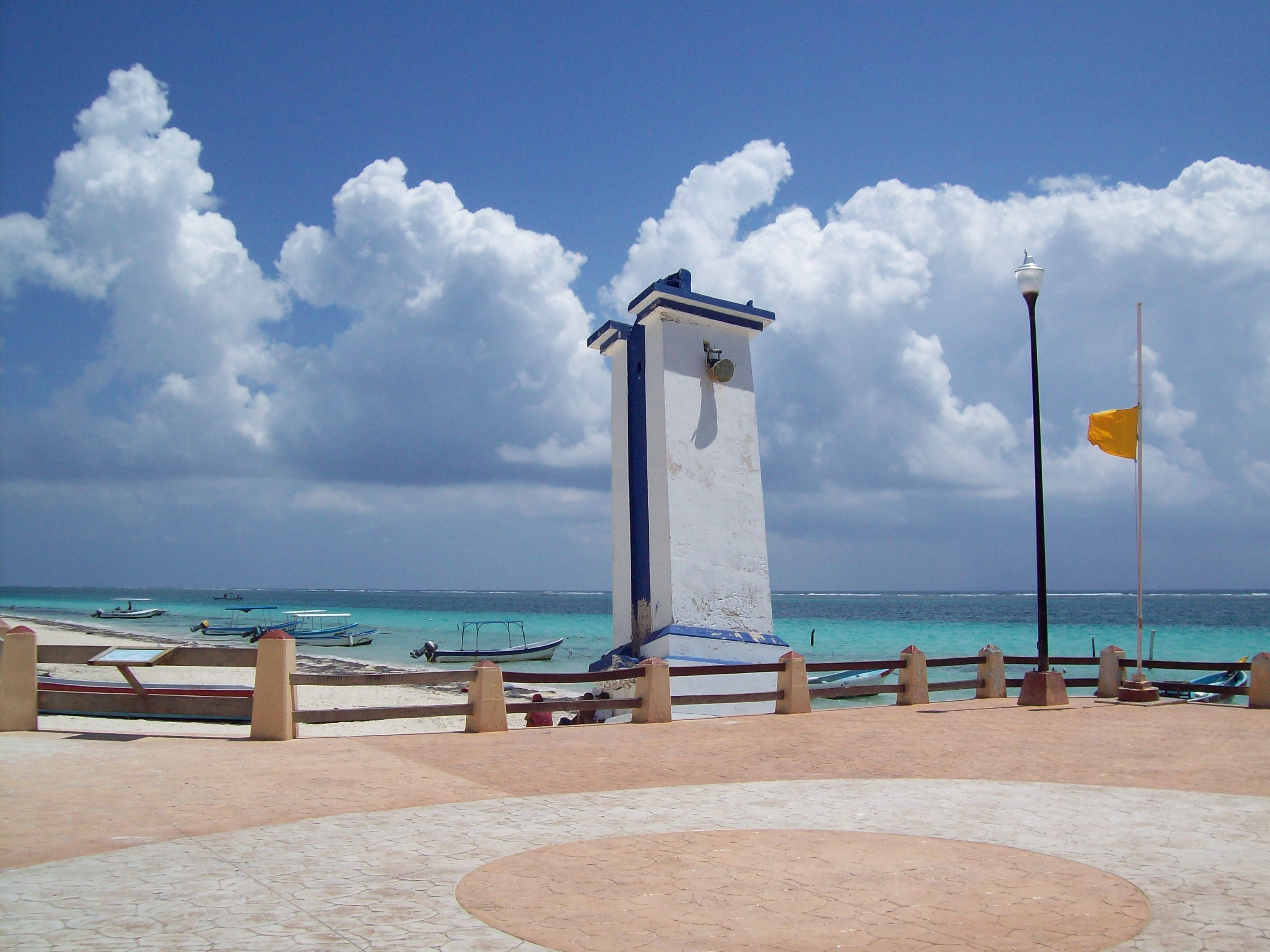

莫雷洛斯港礁國家公園是墨西哥的國家公園，位於尤卡坦半島，由金塔納羅奧州負責管轄，距離普拉亞德爾卡曼34公里，始建於1998年2月2日。

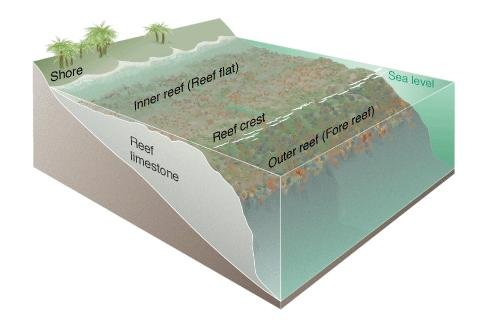

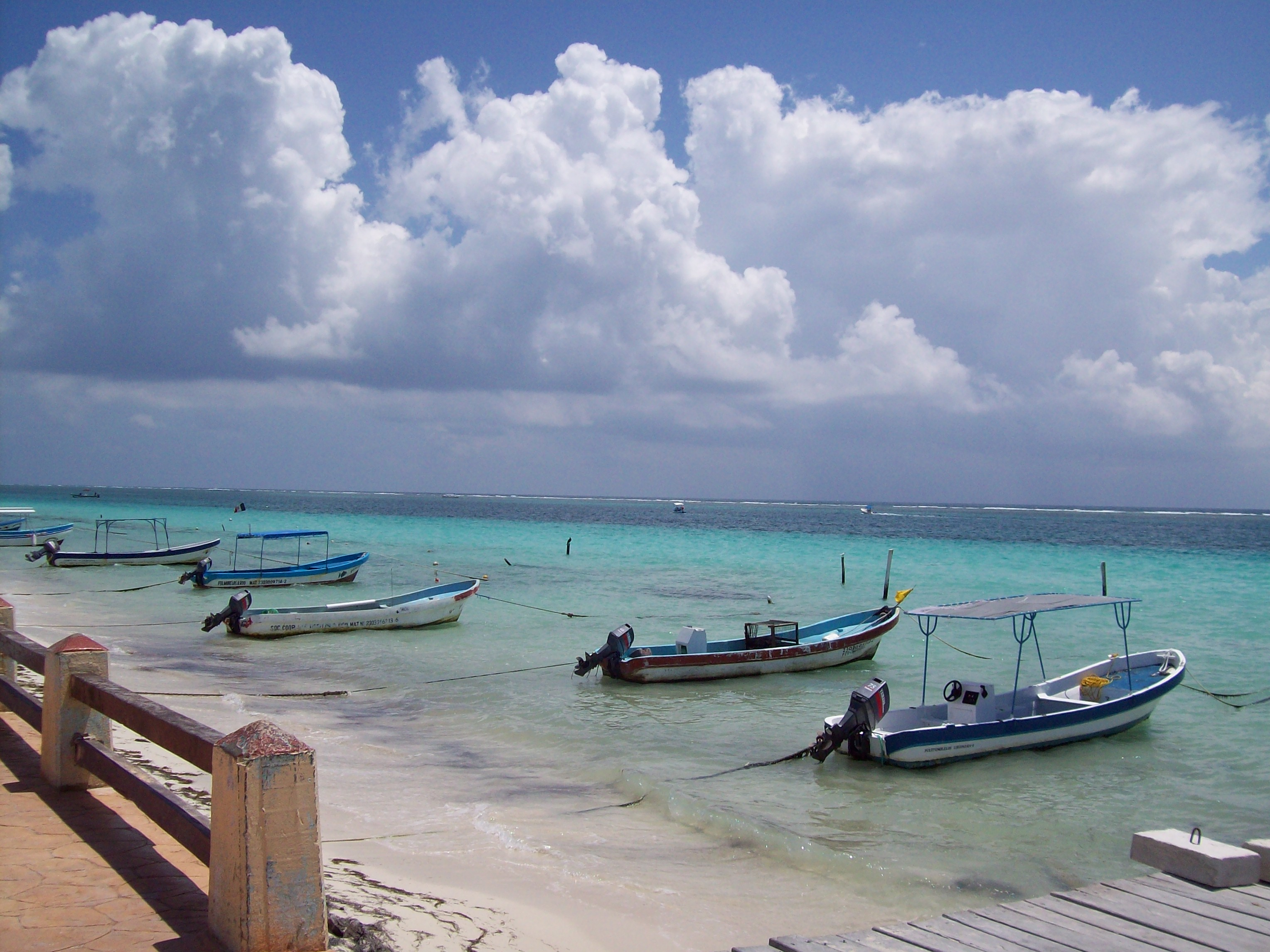

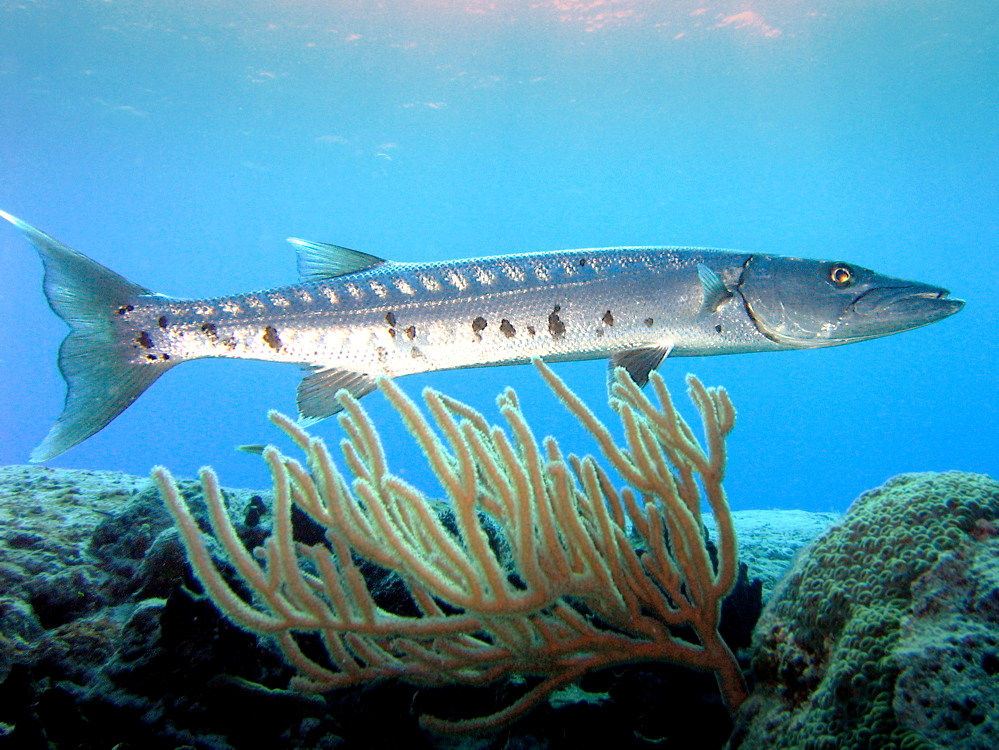

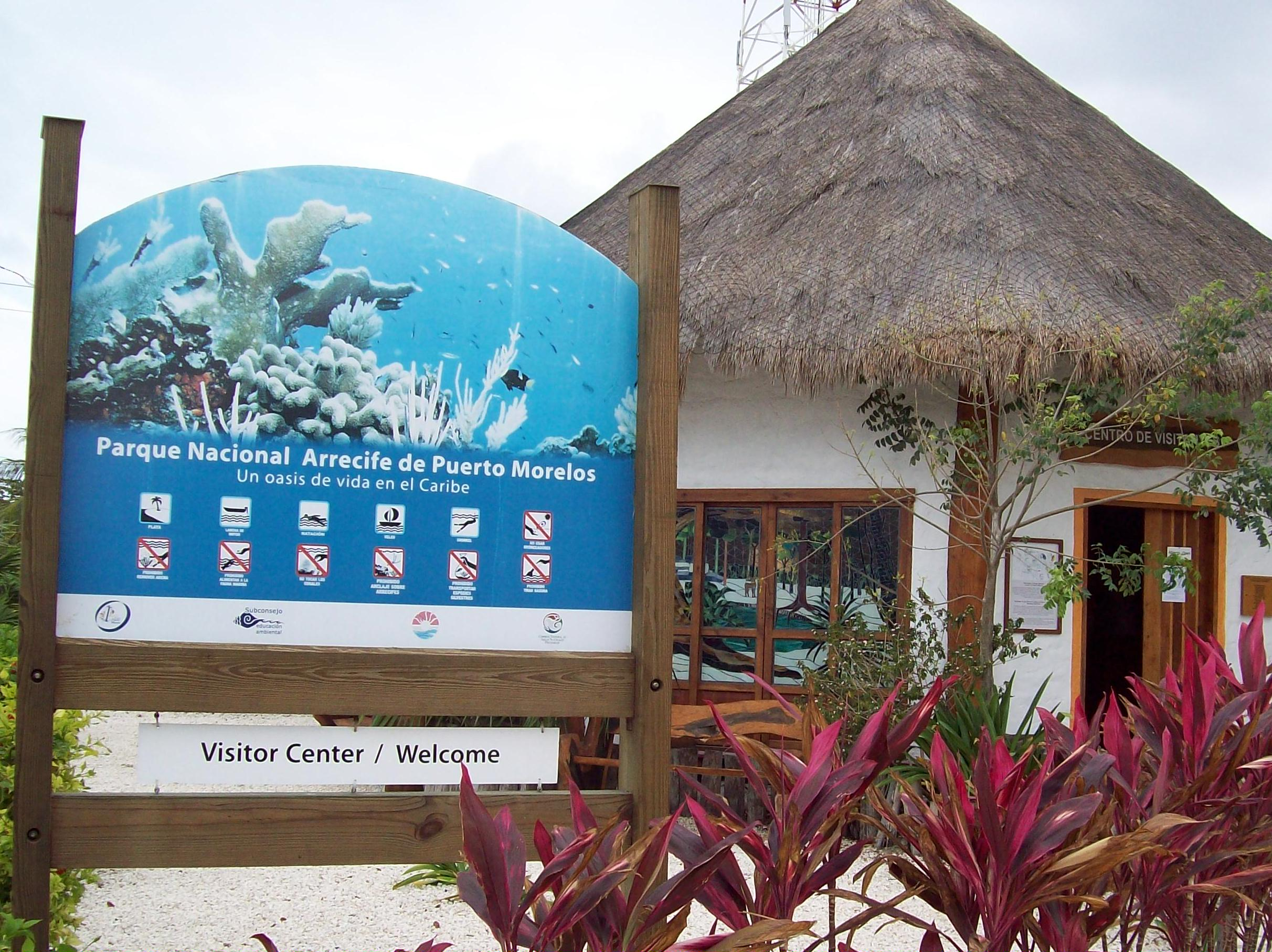

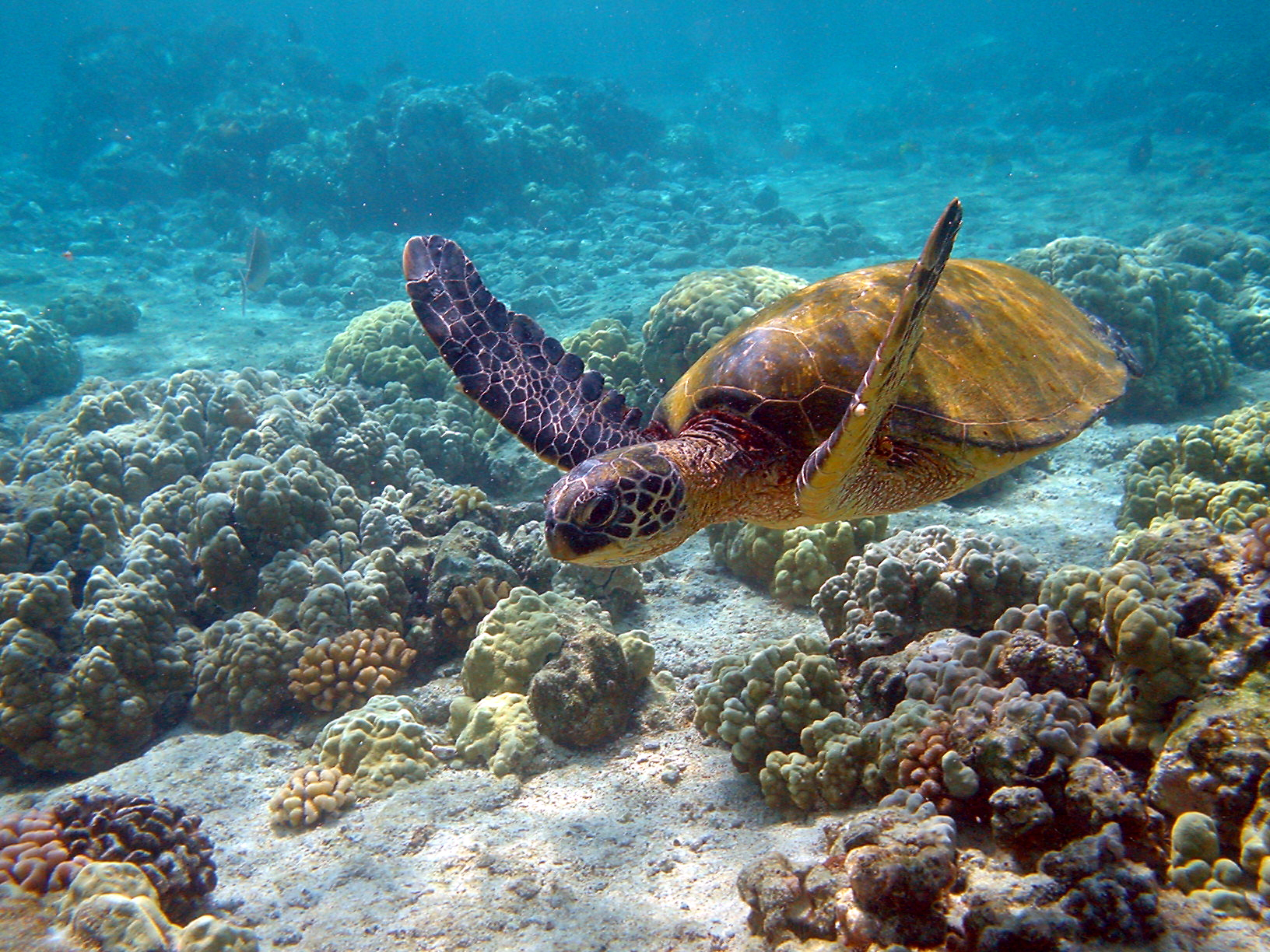

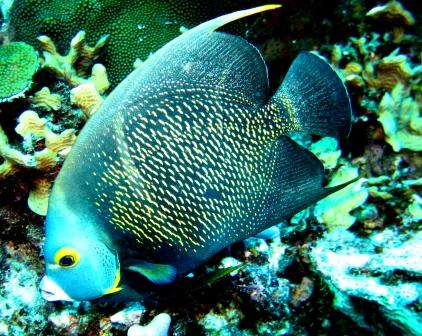

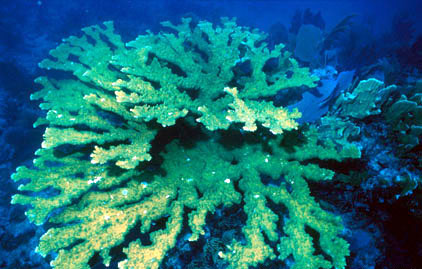

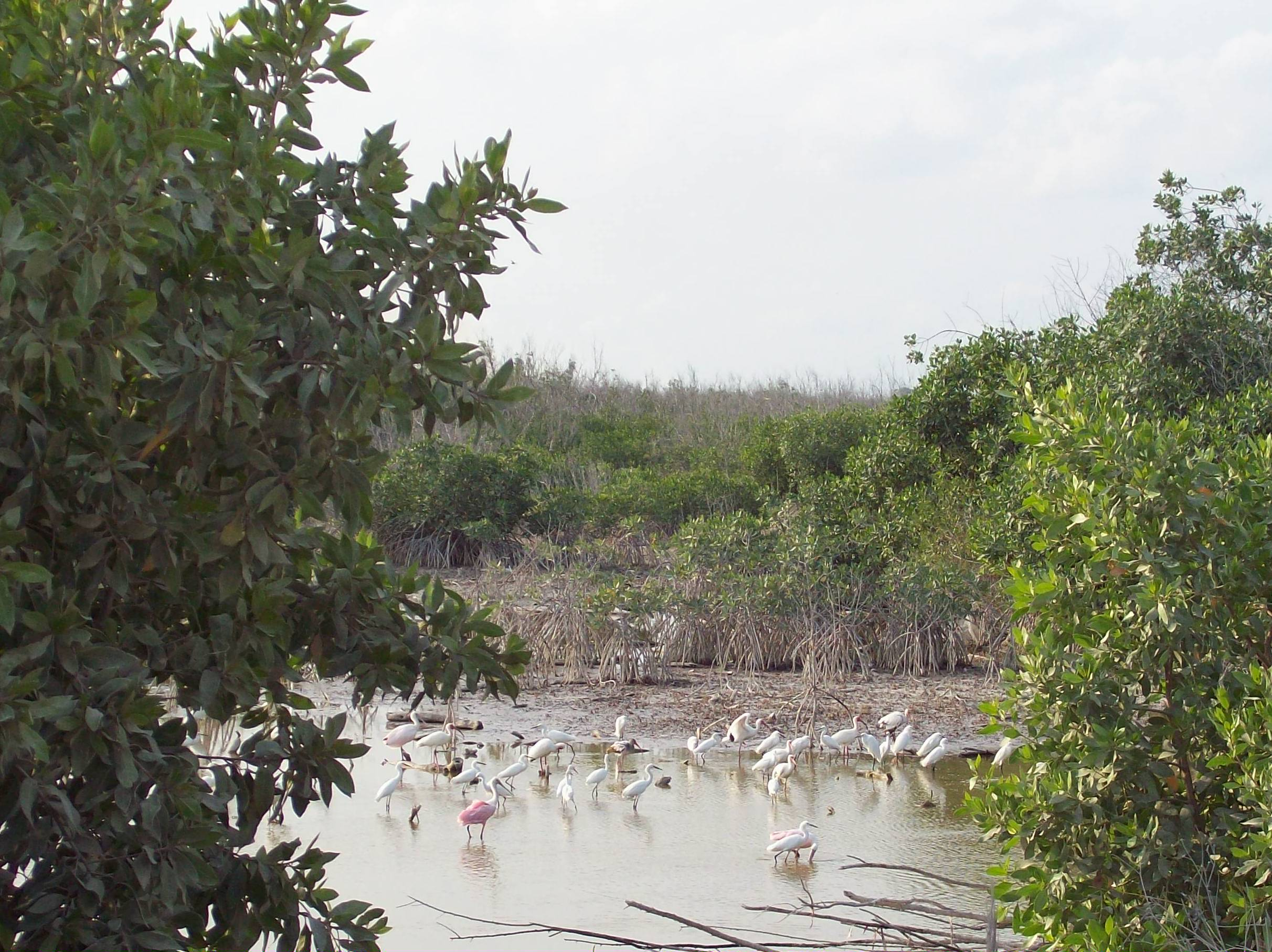

## 外部連結
- Puerto Morelos Conanp